# Polytrichum japonicum
Polytrichum japonicum là một loài Rêu trong họ Polytrichaceae. Loài này được (Sull. & Lesq.) Kindb. miêu tả khoa học đầu tiên năm 1888.